# Borolia confluens
Borolia confluens là một loài bướm đêm trong họ Noctuidae.